# Station Bexleyheath
Station Bexleyheath is een spoorwegstation van National Rail in de plaats Bexleyheath in de London Borough of Bexley in het zuidoosten van de regio Groot-Londen, Engeland. Het station is geopend in 1895 en is eigendom van Network Rail, het wordt beheerd door Southeastern.